# スコットランドの氏族長

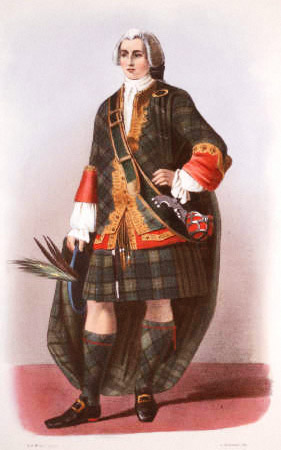
R. R. McIanにより描かれた氏族長。James LoganのThe Clans of the Scottish Highlands（1845年）より。

スコットランド・ゲール語でclannという語は、「子供たち」を意味する。かつては、そして今日であってもおそらく、氏族の構成員らは彼らの共通の祖先を持つと信じている。すなわち、スコットランドの氏族の始祖である。始祖とされている者から氏族の名前は由来している。氏族長（しぞくちょう：clan chief）は、この始祖の代理人であり、なおかつ当該氏族を代表する。スコットランドの氏族制度において、「chief」という用語は「cheiftain」よりも上級であることを示す。したがって、支族長（氏族の一支族の長）は「chieftain」と称される。スコットランドの氏族のうちもはや氏族長を有しないものは、「紋章氏族」（armigerous clan）と呼ばれる。

## 氏族長の役割
歴史的には、氏族長の主要な役割は、海陸における戦闘において自身の氏族を指揮することであった。氏族長と支族長は、かつては、ハイランドの有力な政治家であり、大きく、かつ、しばしば恣意的な権限を振るった。しかしながら、この権限は今となっては残っていない。。ハイランドにおける 氏族長・支族長の地位は、近代的意義においては、もはや社会的な権威以上のものではない。氏族長・支族長の地位はスコットランド法において認められてきたものだが、1745年のジャコバイトの反乱後にハイランドの氏族は無力化され、これにより通常の民事法・制定法からは氏族長の地位は事実上排除された。最も顕著なものが1746年世襲裁判権（スコットランド）法であり、これによりスコットランドの氏族長の有していた伝統的な裁判権は廃止された。

## スコットランド法における取扱い

### 「氏族長」と「支族長」
スコットランド法はスコットランドの氏族、氏族長および支族長の存在を認めているが、これは社会的な権威または席次の1つを認めているに過ぎず、それ自体、法の及ばないいかなる利益も伴うものではない。スコットランド紋章院（Court of the Lord Lyon）は立会人により認められた氏族長の地位を記録することはできるが、司法上、氏族長の地位を宣言することはできない。さらに、スコットランドのいかなる裁判所も、氏族長・支族長の地位をめぐる争いについて判断をするために裁判権を行使することはできない。Aitchinson卿は民事上級裁判所（Court of Session）において次のように述べている。「歴史的には、氏族長または支族長が自身の地位をその裁判所の決定権に委ねるという考えは、とても奇怪である。氏族長は法であったのであり、その権限は自身の人民に由来したのである。」。

### 「Chief of the Name and Arms」
紋章について管轄権を有するスコットランド紋章院（Court of the Lord Lyon）は、スコットランドの家による「家名および紋章の長」（Chief of the Name and Arms）の申請を認めることができる。「家名および紋章の長」（Chief of the Name and Arms）は紋章学の用語であり、フランス語の「chef du nom et des armes」に由来するもので、紋章を帯びる資格のある家の長を指すものである。「氏族長」（chief of clan）または「支族長」（chieftain of branch of clan）が、紋章を帯びる資格のある家の長を紋章学上正しく指し示すものとして使用されることを示す慣行も証する証拠はない。「氏族長」（chief of clan）」および「支族の頭目」（principals of branches）の用語は紋章を帯びる者を指すものではない。氏族長・支族長の地位は紋章上の意義を有しないのである。氏族長と「Chief of the Name and Arms」は、当然ながら、同一人物たり得るが、これらは同義ではない。氏族長と「家名および紋章の長」が同一人物でなかった例については、en:Chiefs of Clan Fraserを参照。

架空のスコットランドの氏族の氏族長のクレスト・バッジ（crest badge）。氏族長のみが3本の鷹の羽根をつけることができた。

### 「clan commander」
氏族に氏族長がいない場合、またはある家が氏族として承認を得たい場合は、氏族または家の構成員は集合して「ダーヴィナ」を開き、「氏族指揮者」（clan commander）を選任する。スコットランド紋章院は、この選任を10年の暫定期間において認めることができるが、その後さらに「ダーヴィナ」を要する。「氏族指揮者」を有する氏族はなお「紋章氏族」（armigerous clan）と呼ばれる。

## 氏族長の特権

### サポーター
氏族長は、その紋章においてサポーターを付し、その非常に高い権威を示すことができる。スコットランド氏族常設評議会の議員となるためには、申請する氏族長は紋章にサポーターを付す権利を証明しなければならない。サポーターのない氏族長は、その終身においてのみ評議会での務めを果たすことができ、その各後継者は同じ方法で再選されなければならない。

### 鷹の羽根
氏族長の紋章の要素は、スコットランドの氏族の構成員が通常はその帽子に付けるクレスト・バッジ（crest badge）においてもしばしば見られる。これらのクレスト・バッジに含まれるのは、多くの場合、氏族長の紋章のクレストとモットーである（場合によっては氏族長の第2のモットー、すなわち、スローガンも）。氏族長はクレスト・バッジの裏に3本の鷹の羽根を付すことができる。支族長は2本の鷹の羽根である。氏族の構成員は、スコットランド紋章院総裁（the Lord Lyon King of Arms）により紋章を認められた場合を除いて、1本も羽根を付すことはできない。その場合には、その者自身が紋章を帯びる資格を有するのであり、自分自身の紋章の要素を含むクレスト・バッジを付けることになる。

### 呼びかけ方
スコットランドの氏族長に呼びかける正しい方法については、英語版のこの表を参照。

## 文献目録
- Adam, Frank; Innes of Learney, Thomas (1970). The Clans, Septs & Regiments of the Scottish Highlands (8th edition ed.). Edinburgh: Johnston and Bacon
- Mark, Colin (2003). The Gaelic-English Dictionary: Am Faclair Gàidhlig-Beurla. Routledge. ISBN 0-415-29760-5
- l'Académie Française (1843) (Frenche). Dictionnaire de l'Académie française. Tome Premier (Edition: 6 ed.). France: Firmin Didot frères
- Maclean of Ardgour v. Maclean, 1938 S.L.T. 49 and 1941 S.C. 613 Scotland (Court of Session First Advising (16 July 1937), Second Advising (27 March 1941), Final Interlocutor (18 July 1941)).
- Gloag and Candlish Henderson (1987). Introduction to the Law of Scotland (9th edition ed.). Edinburgh: W. Green